# Globe (Arizona)
Globe es una ciudad ubicada en el condado de Gila, del cual es sede, en el estado estadounidense de Arizona. En el Censo de 2010 tenía una población de 7532 habitantes y una densidad poblacional de 159,82 personas por km².

## Geografía
Globe se encuentra ubicada en las coordenadas 33°23′27″N 110°44′54″O / 33.39083, -110.74833. Según la Oficina del Censo de los Estados Unidos, Globe tiene una superficie total de 47,13 km², de la cual 47,1 km² corresponden a tierra firme y (0,07%) 0,03 km² es agua.

## Demografía
Según el censo de 2010, había 7.532 personas residiendo en Globe. La densidad de población era de 159,82 hab./km². De los 7.532 habitantes, Globe estaba compuesto por el 79.57% blancos, el 0,92% eran afroamericanos, el 5,71% eran amerindios, el 1,13% eran asiáticos, el 0,12% eran isleños del Pacífico, el 9,59% eran de otras razas y el 2,97% pertenecían a dos o más razas. Del total de la población el 36.84% eran hispanos o latinos de cualquier raza.